# Greccio
Greccio – miejscowość i gmina we Włoszech, w regionie Lacjum, w prowincji Rieti.
Według danych na rok 2004 gminę zamieszkiwało 1466 osób, 86,2 os./km².
Greccio leży na wysokości 750 m n.p.m., na zboczu góry na której znajduje się klasztor-pustelnia św. Franciszka z Asyżu. Miejsce na pustelnię zostało podarowane św. Franciszkowi przez szlachcica Jana Welitę. Franciszek, z uwagi na trudne warunki życiowe i surowość przyrody mawiał, iż miejsce to jest "bogate ubóstwem". W Greccio święty jako pierwszy na świecie wprowadził w Kościele Katolickim zwyczaj urządzania żłóbka z okazji  Wigilii Bożego Narodzenia. Miało to miejsce 24 grudnia 1223.